# Yacouba Diallo
Pour les articles homonymes, voir Diallo.
Yacouba Diallo est un homme politique malien né en 1956 à Kayes. Il a été ministre délégué auprès du ministre de la Fonction publique, Chargé des Réformes politiques et des Relations avec les institutions dans le gouvernement Cheick Modibo Diarra 1 .

## Biographie
Ingénieur des sciences appliquées (spécialité constructions civiles), Yacouba Diallo a commencé par l'enseignement dans le secondaire. Il s'intéresse ensuite aux questions d'exploitation et de la gestion des transports urbains et aux questions immobilières.
Yacouba Diallo a occupé successivement les postes de :
- Chef de division exploitation de la Direction des services techniques du District de Bamako
- Directeur de la structure provisoire de gestion des autobus du District
- Chef de service des travaux de voirie de la Direction des services urbains et d'assainissement du District
- Président-directeur général de la Compagnie malienne de navigation (COMANAV)
- Président-directeur général de l'Agence de cession immobilière (ACI)

Sur le plan politique, Yacouba Diallo est un membre de la direction de l'Adema Pasj.

## Sources
- (fr) « Biographie sur le portail officiel du gouvernement du Mali